# Calibre 38
Calibre 38 er en amerikansk stumfilm fra 1919 af Edgar Lewis.

## Medvirkende
- Mitchell Lewis - Austin Brandt
- Hedda Nova - Joan
- Victor Sutherland - Ford Barton
- Lola Pauzdrovna - Myrtle
- William A. Williams - Barton
- Edward Roseman - Royce Greer
- William Cavanaugh
- Mary Carr - Rosemary